# Zbór Kościoła Zielonoświątkowego „Shoreline” w Częstochowie
Zbór Kościoła Zielonoświątkowego „Shoreline” w Częstochowie – zbór Kościoła Zielonoświątkowego znajdujący się w Częstochowie. Należy do okręgu południowego Kościoła, dekanatu katowickiego. 
Wspólnota reprezentuje drugą falę pentekostalizmu, jako jeden z kilku zborów w strukturach Kościoła Zielonoświątkowego, skupiającego w większości zbory należące do klasycznego nurtu zielonoświątkowego.

## Historia
W 1990 do Częstochowy przeprowadziło się małżeństwo Tomasz i Joanna Kmiecikowie, będący pracownikami Misji Chrześcijańskiej i członkami zboru „Betania” w Katowicach, uważając tę decyzję za wolę Boga. W swoim mieszkaniu zaczęli organizować spotkania modlitewne, w których początkowo poza nimi brała udział jedna osoba, zmagająca się z chorobę alkoholową. 1 września 1990 ich grupa została przekształcona w Placówkę Misyjną Kościoła Zielonoświątkowego w Częstochowie. Rozpoczęto wówczas prowadzenie nabożeństw w wynajętej sali Domu Kultury „Stradom”. Końcem 1990 placówka skupiała 8 wiernych. Organizowane były w tym czasie m.in. spotkania z misjonarzem z Anglii, czy grupą muzyczną „Misja”, jak również spektakl na placu Biegańskiego pod Ratuszem Miejskim, zaprezentowany w formie pantomimy przez zespół „Betania” z Anglii.
W 1991 wynajem sali został wymówiony przez Dom Kultury w związku ze sprzedażą jego siedziby. W efekcie w lutym 1991 na okres trzech miesięcy spotkania wspólnoty zostały przeniesione do sali prób Teatru im. Adama Mickiewicza przy ul. Kilińskiego 15. 7 kwietnia 1991 miał miejsce pierwszy chrzest w placówce, który miał miejsce w basenie Szkoły Podstawowej nr 2 przy ul. Baczyńskiego 2A i przyjęło go 10 osób. Uroczystość poprowadził pastor Henryk Muszczyński ze zboru „Ostoja” w Opolu. W sali teatru miała wówczas miejsce także pierwsza w historii placówki Wieczerza Pańska.
28 maja 1991 placówka została zarejestrowana jako Zbór Kościoła Zielonoświątkowego „Hosanna”, a Tomasz Kmiecik stał się wówczas jej pastorem. Z uwagi na wzrost liczby wiernych, która wynosiła wówczas około 20 osób, sala w teatrze użytkowana przez wspólnotę stała się zbyt mała na jej potrzeby, w związku z czym pastor zboru zwrócił się do Urzędu Miejskiego z wnioskiem o pozyskanie od miasta pomieszczenia do prowadzenia nabożeństw. 29 maja 1991 zborowi został przyznany w dzierżawę dawny budynek magazynowy przy ul. Przemysłowej 9 o powierzchni 315 m² wraz z działką. Z uwagi na jego zły stan techniczny, piętnastu członków wspólnoty, w tym jej pastor, rozpoczęło remont generalny obiektu.
W dniach 1–7 lipca 1991 w nowej siedzibie zboru została przeprowadzona pierwsza akcja ewangelizacyjna wspólnoty, którą był Tydzień Ewangelizacyjny, podczas którego goszczono mówcę ze Szwecji oraz grupę muzyczną „Abisaj”. Przedsięwzięciu towarzyszyła akcja reklamowa na terenie miasta zorganizowana przez wiernych ze zboru, w związku z czym spotkania zgromadziły licznych uczestników spoza tej społeczności, jednak niewielu z nich włączyło się później w życie religijne wspólnoty. 11 sierpnia 1991 w Teatrze im. Adama Mickiewicza z inicjatywy zboru zostało wystawione przedstawienie „Bramy Nieba i Płomienie Piekła”. Spektakle były później powtarzane w kolejnych latach, m.in. w Klubie „Politechnik” przy ulicy Armii Krajowej 23/25 oraz w plenerze. 14 sierpnia 1991 w trakcie trwania Światowych Dni Młodzieży odbywających się w Częstochowie zbór zorganizował spotkanie ewangelizacyjno-modlitewne.
1 września 1991 miała miejsce uroczystość oficjalnego otwarcia kaplicy przy ul. Przemysłowej, odbył się wówczas też drugi chrzest w tym roku, który również przeprowadzono w basenie Szkoły Podstawowej nr 2. Ochrzczono wtedy 9 osób i poprowadził go pastor Marian Suski ze zboru „Elim” w Cieszynie. Tego dnia odbyła się także ordynacja pastora Tomasza Kmiecika na diakona.
22 września 1991 przeprowadzone zostało spotkanie organizacyjne nowego zboru, podczas którego dokonano wyborów na starszego zboru i skarbnika, rozdysponowano także pozostałe stanowiska we wspólnocie. Podjęto też decyzję o utworzeniu trzech grup domowych, prowadzących spotkania co dwa tygodnie w mieszkaniach prywatnych ich członków. Na kolejnym spotkaniu 29 grudnia 1991 wybrano następnych starszych zboru, dzięki czemu powołana została Rada Starszych.
13 grudnia 1991 w siedzibie wspólnoty miał miejsce koncert międzynarodowego zespołu muzycznego „Vinesong”.
10 stycznia 1992 Prezbiter Naczelny Kościoła Zielonoświątkowego Michał Hydzik zwrócił się z wnioskiem do Urzędu Miasta w Częstochowie w celu pozyskania nieruchomości przy ul. Przemysłowej 9 dla zboru „Hosanna” w wieczyste użytkowanie z uwagi na poczynione przez wspólnotę wielkie nakłady inwestycyjne. Postulat ten został poparty przez Dyrektora Wydziału Spraw Obywatelskich, mimo to Zarząd Miasta Częstochowy reprezentowany przez Zastępcę Prezydenta miasta odrzucił tę prośbę, zamiast tego proponując zawarcie trzyletniej umowy dzierżawy z gwarancją jej przedłużenia, co miało być zadośćuczynieniem za poniesione wydatki przy inwestycjach w budynek prowadzonych przez zbór oraz zapewnieniem dalszego użytkowania przez niego obiektu. Ostatecznie zbór otrzymał nieruchomość na własność decyzją Rady Miejskiej z dnia 16 maja 2002.
13 stycznia 1992 utworzona została Grupa Modlitewna, której członkowie spotykali się w godzinach porannych i zajmowali się prowadzeniem modlitw w różnych intencjach. Później działalność ta została przekształcona w jedną z aktywności dla grup domowych. 23 lutego 1992 odbył się pierwszy zborowy ślub, przeprowadzony przez pastora przybyłego z Katowic, natomiast w dniach 13–18 lipca 1992 zorganizowane zostało seminarium biblijne „Fundamenty Wiary Chrześcijańskiej”.
W 1992 „Gazeta Olsztyńska” pisała o 40 uzdrowieniach mających miejsce w zborze w ciągu jego dotychczasowego istnienia, a także o kilku osobach uwolnionych. Zbór skupiał wówczas 35 członków, a w nabożeństwach brało udział około 50 osób. Połowę wiernych wspólnoty stanowiły osoby w wieku 28–34 lat, natomiast kolejne 30–40% – dzieci i młodzież w wieku szkolnym. Wszyscy członkowie zboru, włączając ich założycieli, byli konwertytami na protestantyzm. Także w 1992 przez Wiesława Kierasa zainaugurowana została działalność misyjna na terenie Zakładu Karnego w Herbach. Ponadto zbór „Hosanna” planował w 1992 zorganizowanie ewangelizacji namiotowej na ulicach miasta, jednak inicjatywa ta spotkała się z brakiem zgody na jej przeprowadzenie ze strony Zarządu Miasta Częstochowy.
W dniach 18–21 marca 1993 zbór włączył się w satelitarną ewangelizację „Mission World” Towarzystwa Ewangelizacyjnego Billy'ego Grahama, a przekaz był transmitowany w Klubie „Politechnik”. W trzy kolejne niedziele w okresie 8–22 sierpnia 1993 zborowy zespół muzyczny wystąpił w amfiteatrze powstałym na Promenadzie Tysiąclecia Państwa Polskiego z repertuarem pieśni chrześcijańskich, co połączone było z działaniami ewangelizacyjnymi i głoszeniem świadectw. Podobny koncert zorganizowano również 27 czerwca 1999.
Przy skrzyżowaniu ulic Wolności i Sobieskiego w dniach 10–19 lipca 1996 wspólnota przeprowadziła misję namiotową „Festiwal Dobrej Nowiny”. Wieczorne spotkania połączone były z koncertami, głoszeniem Słowa Bożego oraz modlitwą za chorych. Spotkania w namiocie każdorazowo gromadziły do 600 uczestników. 
W czerwcu 1998 liczba grup domowych wynosiła już 14. W chwili tej zbór planował na wrzesień 1999 uruchomienie szkoły biblijnej, co nastąpiło na skutek przybycia tu pastorów Mariusza Muszczyńskiego oraz Samuela Pawlaka ze Stanów Zjednoczonych, mających docelowo stać się jednymi ze starszych zboru. Pastor Tomasz Kmiecik wystosował wniosek do władz miasta w celu otrzymania od nich w użytkowanie wieczyste działki przy ul. Jaskrowskiej, gdzie miała zostać wybudowana kaplica na 1500 miejsc siedzących, obiekt mieszczący szkołę biblijną, budynek stołówki i hostelu dla biednych, a także rodzinny dom dziecka. Urząd Miejski wystosował jednak odpowiedź odmowną, w związku z czym inicjatywa została zarzucona.
W 1998 dzięki współpracy z częstochowskim Stowarzyszeniem Chrześcijańskim „NLI” przy zborze powstała Okręgowa Szkoła Misyjna, funkcjonująca do 2001 i zajmująca się przygotowaniem osób mających zakładać zbory zielonoświątkowe w miejscowościach ich pozbawionych. Szkolenia i wykłady prowadzone były przez pastorów Mariusza Muszczyńskiego (który został jej dyrektorem) oraz Samuela Pawlaka. Również w 1998 rozpoczęto wydawanie zbiorowego biuletynu, zastąpionego po czasie przez informacje publikowane na stronie internetowej.
W 1999 z racji ciągłego przyrostu liczby członków zboru postanowiono o prowadzeniu dwóch nabożeństw niedzielnych, co uczyniono od 11 kwietnia 1999. W dniach 8–10 kwietnia 1999 miała tu miejsce „Konferencja Zakładania Zborów”, która zgromadziła uczestników z różnych części kraju. 
W sierpniu 1999 roku liczba działających w zborze grup domowych wynosiła 18. W 1999 dokonano także remontu pomieszczeń w budynku zborowym, dostosowano też piwnice obiektu do prowadzenia tam działalności. Zainaugurowano także akcję charytatywną „Boża Kuchnia”, w ramach której prowadzono wydawanie posiłków dla potrzebujących na ulicach Częstochowy. Inicjatywę prowadzono do 2001, kiedy została zakończona z powodu utraty finansowania ze strony Urzędu Miasta oraz Regionalnego Ośrodka Polityki Społecznej przy Śląskim Urzędzie Wojewódzkim.
W rezultacie prowadzonej pracy misyjnej, a także w efekcie działalności Okręgowej Szkoły Misyjnej i mającej tu miejsce wcześniej „Konferencji Zakładania Zborów”, zbór „Hosanna” doprowadził do powstania nowych wspólnot zielonoświątkowych w Lublińcu, Myszkowie, Oleśnie, Radomsku, Sosnowcu i Zawierciu. Ich członkowie rekrutowali się głównie spośród osób zamieszkujących te miejscowości i biorących do tej pory udział w nabożeństwach prowadzonych w Częstochowie, w związku z czym z czasem powrócono tu do jednego nabożeństwa niedzielnego w tygodniu.
Decyzją Naczelnej Rady Kościoła z 1999 utworzone zostało stanowisko II pastora zboru, którym od 9 czerwca 1999 został diakon Mariusz Muszczyński, sprawujący tę funkcję do 26 maja 2003. 23 stycznia 2000 przez Zastępcę Prezbitera Naczelnego Kościoła Zielonoświątkowego Mariana Suskiego oraz Prezbitera Okręgowego Ryszarda Wołkiewicza przeprowadzona została ordynacja pastora zboru Tomasza Kmiecika na prezbitera oraz Wiesława Kierasa na diakona.
W 2000 miał miejsce remont kancelarii, a znajdujące się nad nią pomieszczenie zostało przystosowane na potrzeby prowadzenia szkółek niedzielnych. W dniach 28 czerwca–5 lipca 2000 zbór przeprowadził ewangelizację namiotową w Radomsku.
27 kwietnia 2004 diakon Wiesław Kieras stał się pastorem zboru „Ebenezer” w Zawierciu. 4 listopada 2004 objął również stanowisko II pastora zboru w Częstochowie i od tego czasu sprawował obie funkcje jednocześnie. II pastorem zboru częstochowskiego był do 2006. 28 października 2007 w częstochowskiej kaplicy został on ordynowany na prezbitera przez Prezbitera Naczelnego Kościoła Zielonoświątkowego Mieczysława Czajko oraz Prezbitera Okręgowego Leszka Mochę.
W 2006 zbór po raz pierwszy zorganizował „Częstochowskie Dni Chwały”, stanowiące akcję kulturalną mającą na celu spopularyzowanie uwielbienia jako formy modlitwy. W kolejnej edycji w 2007 wydarzenie zostało połączone z galą „Twórcy Historii 2007”, podczas której wyróżniono 10 mieszkańców miasta, którzy mieli wpływ na szczególnie pozytywne zmiany dla jego społeczności, natomiast w 2008 „Częstochowskie Dni Chwały” odbyły się w formie w festiwalu.
Od 2007 rozpoczęto prowadzenie corocznych konferencji dla kobiet „Shine”. W roku tym uruchomiona została ponadto świetlica środowiskowa, której działalność skierowana została do dzieci ulicy. Zbór powołał następnie Fundację „Eurohelp” i w jej ramach otwarł również Placówkę Opiekuńczo-Wychowawczą „Słoneczna Przystań”.
W dniach 30–31 maja 2008 w Klubie „Politechnik” zbór przeprowadził kolejną konferencję dla kobiet, która odbyła się pod hasłem „Spróbuj policzyć gwiazdy” i udział w niej wzięło około 600 członkiń różnych kościołów chrześcijańskich. Konferencja przeznaczona dla mężczyzn miała miejsce 27–28 listopada 2009 w budynku stanowiącym siedzibę wspólnoty.
W 2010 grupa wiernych z pastorem Wiesławem Kierasem na czele postanowiła o powołaniu na terenie miasta nowej wspólnoty zielonoświątkowej, która miała być przeznaczona głównie dla osób w średnim i starszym wieku. W czerwcu 2010 rozpoczęła ona prowadzenie osobnych spotkań odbywających się w sali konferencyjnej Częstochowskiego Parku Technologicznego. Od 23 listopada 2010 grupa funkcjonowała jako placówka misyjna Kościoła Zielonoświątkowego, która 28 czerwca 2011 została przekształcona w zbór „OdNowa”.
Na koniec 2010 zbór „Hosanna” skupiał 168 wiernych, w tym 88 ochrzczonych członków.
W 2015 dokonano zmiany nazwy zboru z „Hosanna” na „Shoreline”, co było związane z wejściem w skład sieci partnerskich wspólnot Kościoła Shoreline ze Stanów Zjednoczonych.
27 września 2020 Joanna Kmiecik została ordynowana na diakonisę oraz objęła funkcję pastora pomocniczego jako pierwsza kobieta w historii Kościoła Zielonoświątkowego w RP. Aktu ordynacjacji dokonał biskup Marek Kamiński razem z jej z mężem, pastorem Tomaszem Kmiecikiem.

## Działalność
Nabożeństwa prowadzone są w siedzibie zboru przy ul. Przemysłowej 9. W trakcie ich trafia odbywają się zajęcia szkółki niedzielnej dla dzieci.
Organizowane są spotkania małych grup. Funkcjonuje Służba Uzdrowienia, w ramach której działają Pokoje Uzdrowienia oraz Służba Prorocza, prowadząca Pokoje Prorocze. Spotkania dla kobiet prowadzi służba „Sisterhood“, przy zborze istnieje także księgarnia oraz kawiarnia, będąca miejscem spotkań wiernych po nabożeństwie. Odbywają się również spotkania z cyklu „Ścieżka Wzrostu” oraz Grupy „65+”. 
Kościół jest organizatorem wydarzeń artystycznych oraz konferencji, do których należy m.in. konferencja prorocza i uzdrowienia „Szkoła Ponadnaturalnej Służby”.